# Calabardina
Calabardina è una piccola pedanía del municipio spagnolo di Águilas nella Regione di Murcia. Ha la sua origine nell'attività di un'antica tonnara araba. Oggigiorno questa maniera di pescare non è più usata, e di conseguenza anche le strutture per essa utilizzate caddero in disuso. Attualmente è una località turistica particolarmente rinomata per la pratica delle immersioni subacquee, la sua spiaggia, nonché la presenza di Capo Cope, all'interno del Parco naturale di Capo Cope e Puntas de Calnegre.

## Spiagge

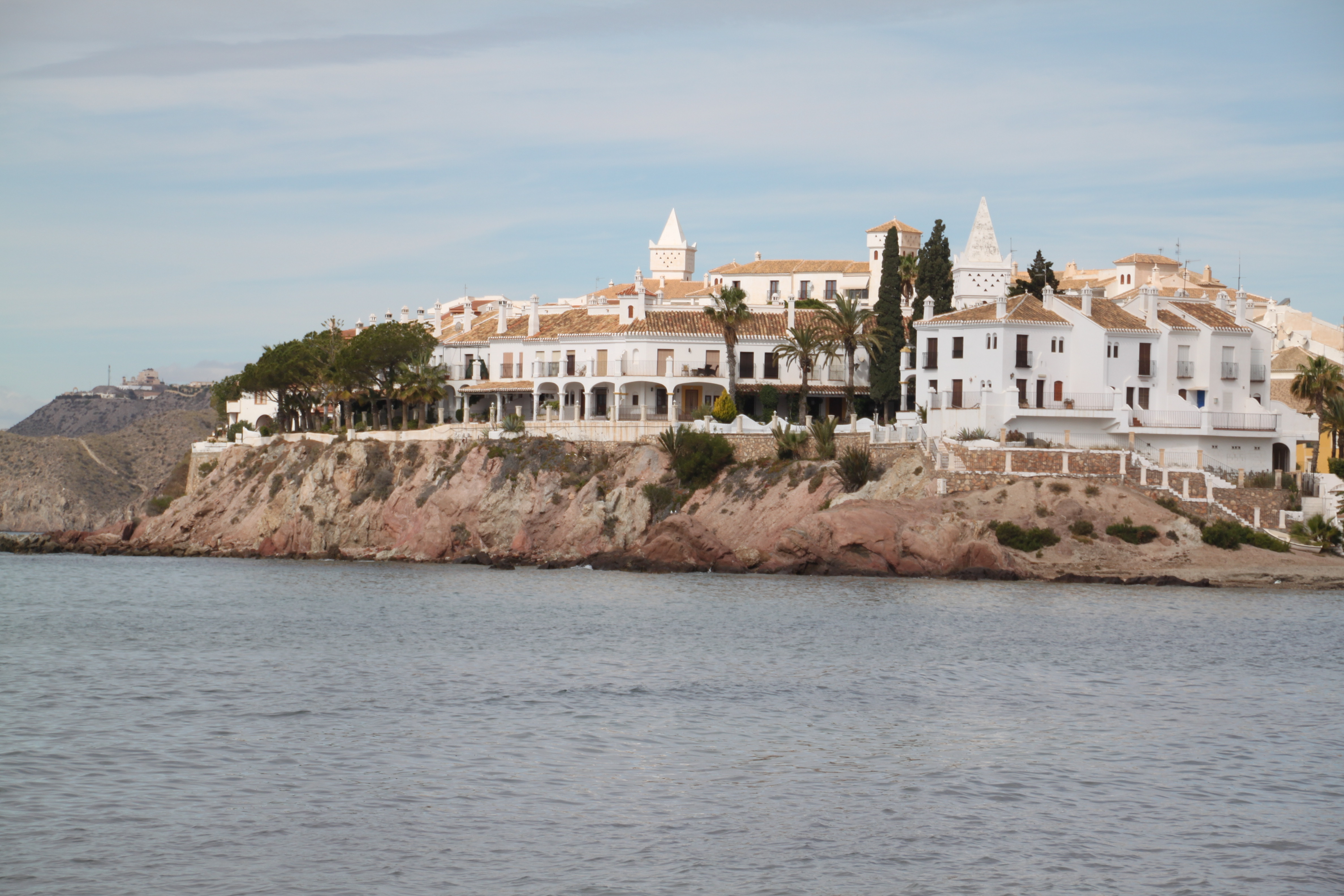
Immagine di Calabardina.

- Spiaggia di Calabardina,
- Spiaggia di La Cola

## Infrastrutture e trasporti

### Strade
- AP-7 E-15